# Mariano Enrique Calvo Cuellar
Mariano Enrique Calvo Cuellar (Chuquisaca, Sucre, 18 de julho de 1782 — Cochabamba, 29 de julho de 1842) foi um político boliviano e presidente de seu país entre 9 de julho de 1841 e 22 de setembro de 1841.